# Ponder, Texas
Ponder là một thị trấn thuộc quận Denton, tiểu bang Texas, Hoa Kỳ. Năm 2010, dân số của thị trấn này là 1395 người.

## Dân số
- Dân số năm 2000: 507 người.
- Dân số năm 2010: 1395 người.